# Java Advanced Imaging
Java Advanced Imaging (JAI) — расширение API платформы Java, что обеспечивает набор объектно-ориентированных интерфейсов для программирования процедур обработки изображений на высоком уровне.
JAI доступен для загрузки на сайте Sun Microsystems для Windows, Solaris, и Linux. Apple Computer предлагает реализацию API для Mac OS X 10.3; Mac OS X 10.4 поставляется с уже установленной JAI.
В то время как API разработанное для Java, реализации могут быть написаны или на языке программирования Java, или использовать низкоуровневые библиотеки написанные на других языках программирования.

## Подпроекты
В свою очередь содержит подпроекты:
- hdr-codec — Кодеки для разного динамического диапазона изображения
- jai-ant — Ant задачи для построения и запуска цепи JAI
- jai-core — основное ядро
- jai-demos — демонстрационные программы
- jai-operators — JAI операторы которые не входят в ядро
- jai-webstart — бинарные файлы для Java Advanced Imaging Web Start
- jaistuff — примеры и учебные пособия